# ويليام إيمرسون باريت
ويليام إيمرسون باريت (بالإنجليزية: William Emerson Barrett)‏ هو مُحرِّر وصحفي وسياسي أمريكي، ولد في 29 ديسمبر 1858 في ميلروز في الولايات المتحدة، وتوفي في 12 فبراير 1906 في نيوتن في الولايات المتحدة بسبب ذات الرئة. حزبياً، نشط في الحزب الجمهوري. وقد انتخب عضو مجلس نواب ماساتشوستس وانتخب عضو مجلس النواب الأمريكي.